# サンティアゴ・グロンドナ
サンティアゴ・グロンドナ（Santiago Grondona、1998年7月25日 - ）は、プレミアシップブリストル・ベアーズに所属するラグビー選手。

## プロフィール
- アルゼンチン・ブエノスアイレス出身[1]。
- ポジションはフランカー(FL)、ナンバーエイト(No.8)。
- 身長 198cm、体重 110kg
- U20アルゼンチン代表に選ばれたことがある[2]。
- アルゼンチン代表キャップは12（2024年3月現在）でラグビーワールドカップ2023のアルゼンチン代表に選ばれた[3]。

## 略歴
ハグアレス、エクセター・チーフス、ポーを経て、2023年、ブリストル・ベアーズに加入。